# Famitsū
Famitsū (ファミ通 Famitsuu?), que se suele abreviar el kana japonés como Fami), es una revista de videojuegos publicado por Enterbrain, Inc. Actualmente existen cinco versiones de Famitsū: Shūkan Famitsū, Famitsū PS, Famitsū Xbox, Famitsū Wii+DS, y Famitsū Wave DVD.

## Weekly Famitsū
Weekly Famitsū  (週刊ファミ通 Shuukan Famitsuu?)
Ésta se centra en los análisis de videojuegos, además de dar noticias sobre la industria de los videojuegos. La revista se llamaba antes Famicom Tsūshin (ファミコン通信 Famikon Tsuushin?). Famicom es el nombre de la consola de Nintendo de 8 bits en Japón (en Estados Unidos y Europa se llamaba NES, Nintendo Entertainment System) y tsūshin es la palabra japonesa que significa noticia. La primera edición fue publicada en 1986 (en el 2006, Famitsū Cube and Advance es la encargada de los juegos de Nintendo). Weekly Famitsū se vende los viernes con una cantidad de 800.000 compradores.

## Otras publicaciones
Famitsū publica otras revistas dedicadas a una consola en particular. Famitsū PS informa sobre noticias de PlayStation 2, PlayStation Portable y PlayStation 3. Famitsū Wii+DS informa sobre noticias de Nintendo DS y Wii mientras que Famitsū Xbox, la menos popular, informa sobre noticias de Xbox 360.
Famitsū Wave DVD (ファミ通 Wave DVD?) es una publicación mensual. Cada revista incluye un disco DVD (en región NTSC) con videos y análisis de videojuegos. La revista se llamaba al principio GameWave DVD.
Al comienzo de la PlayStation, PlayStation Tsūshin fue publicado pero más tarde se cambiaría su nombre por Famitsū PS.

## Top 10
En marzo de 2006, los lectores de la revista japonesa Famitsū votaron a sus 100 juegos favoritos de toda la vida. El top 10 creado por los fanes fueron los siguientes:
1. Final Fantasy X (2001)
2. Final Fantasy VII (1997)
3. Dragon Quest III (1988)
4. Dragon Quest VIII (2004)
5. Machi (1998)
6. Final Fantasy IV (1991)
7. Tactics Ogre: Let Us Cling Together (1995)
8. Final Fantasy III (1990)
9. Dragon Quest VI (2000)
10. The Legend of Zelda: Ocarina of Time (1998)

Como se puede observar se tiene una clara predilección por los juegos de rol y sobre todo por las sagas de origen japonés, principalmente Dragon Quest y Final Fantasy.

## Puntuación
Famitsū fue conocida durante años por ser muy dura a la hora de puntuar videojuegos. Sin embargo, a partir de 2008, empezaron a proliferar las puntuaciones altas. Antes de 2008, solo seis juegos lograron una puntuación perfecta (40/40). Sin embargo, desde entonces siempre ha habido varios juegos al año que han conseguido igualar esa nota, algo impensable antes de esa fecha. Concretamente, en los últimos cuatro años (2008-2012) hasta 14 títulos han conseguido una puntuación 40/40, más del doble que en todos los demás años de historia de la revista juntos. Hoy en día, se considera que Famitsū es extremadamente benévola con determinadas compañías y sagas japonesas, por lo que su fama de ser una revista dura se ha esfumado por completo.
Un videojuego es analizado en Famitsū por un total de cuatro analistas de videojuegos. Cada analista se encarga de puntuar con una nota entre uno y diez. El resultado de los cuatro redactores son sumados obteniendo la nota del juego analizado, siendo esta nota menor o igual que cuarenta. Algunas de sus últimas notas han sido sujetas a gran controversia, fue considerada de favoritismos hacia grandes compañías del mercado, como la nota que obtuvo Dirge of Cerberus: Final Fantasy VII (el juego fue analizado tres semanas después del lanzamiento, según los rumores, forzados por Square Enix debido a la mala nota que recibiría 24/40). Desde 2008, varios juegos han conseguido una nota perfecta en Famitsū cada año. Famitsū Wave DVD no califica los juegos.
Sólo treinta juegos han recibido la nota perfecta dada por la revista (40/40). Los juegos que lo consiguieron, listados por orden cronológico, son:
1. The Legend of Zelda: Ocarina of Time (Nintendo, para Nintendo 64)
2. Soulcalibur (Namco, para Dreamcast)
3. Vagrant Story (Squaresoft, para PlayStation)
4. The Legend of Zelda: The Wind Waker (Nintendo, para GameCube)
5. Nintendogs (Nintendo, para Nintendo DS)
6. Final Fantasy XII (Square Enix, para PlayStation 2)
7. Super Smash Bros. Brawl (Nintendo, para Wii)
8. Metal Gear Solid 4: Guns of the Patriots (Konami, para PlayStation 3)
9. 428: The World Doesn't Change Even so (Sega, para Wii)
10. Dragon Quest IX: Sentinels of the Starry Skies (Square Enix para Nintendo DS)
11. Monster Hunter Tri (Nintendo, para Wii)
12. Bayonetta (Sega, para Xbox 360)
13. New Super Mario Bros. Wii (Nintendo, para Wii)
14. Metal Gear Solid: Peace Walker (Konami, para PSP)
15. Pokémon Negro y Blanco (Game Freak, para Nintendo DS)[5]
16. The Legend of Zelda: Skyward Sword (Nintendo, para Wii)[6]
17. The Elder Scrolls V: Skyrim (Bethesda Softworks, para PC, PlayStation 3 y Xbox 360)[7]
18. Final Fantasy XIII-2 (Square Enix, para PlayStation 3 y Xbox 360)
19. Kid Icarus: Uprising (Nintendo, para Nintendo 3DS)
20. Yakuza 5  (Sega, para PlayStation 3)
21. JoJo's Bizarre Adventure: All Star Battle  (Bandai Namco, para PlayStation 3)
22. Grand Theft Auto V  (Rockstar, para PlayStation 3, Xbox 360)
23. Metal Gear Solid V: The Phantom Pain  (Konami, para PlayStation 3, PlayStation 4, Xbox 360, Xbox One)
24. The Legend of Zelda: Breath of the Wild (Nintendo, para Wii U y Nintendo Switch)
25. Dragon Quest XI: Echoes of an Elusive Age (Square Enix, para Nintendo 3DS y PlayStation 4)
26. Death Stranding (Sony Interactive Entertaiment, para PlayStation 4)
27. Ghost of Tsushima (Sony Interactive Entertaiment, para PlayStation 4)
28. The Legend of Zelda: Tears of the Kingdom (Nintendo, para Nintendo Switch)
29. Street Fighter 6 (Capcom, para PlayStation 4, PlayStation 5, Xbox Series X/S y Windows)
30. Like a Dragon: Infinite Wealth  (Sega, para PlayStation 4, PlayStation 5, Xbox One, Xbox Series X/S y Windows)

Los juegos que recibieron una nota cerca de la perfecta, 39, son:
1. The Legend of Zelda: A Link to the Past (Nintendo, para Super Famicom)
2. Virtua Fighter 2 (Sega, para Saturn)
3. Ridge Racer Revolution (Namco, para PlayStation)
4. Super Mario 64 (Nintendo, para Nintendo 64)
5. Tekken 3 (Namco, para PlayStation)
6. Cyber Troopers Virtual On Oratorio Tangram (Sega, para Dreamcast)
7. Gran Turismo 3: A-Spec (Sony Computer Entertainment, para PlayStation 2)
8. Final Fantasy X (Squaresoft, para PlayStation 2)
9. Resident Evil (Capcom, para Nintendo GameCube)
10. Dragon Quest VIII (Square Enix, para PlayStation 2)
11. Gran Turismo 4 (Sony Computer Entertainment, para PlayStation 2)
12. Metal Gear Solid 3: Subsistence (Konami, para PlayStation 2)
13. Kingdom Hearts II (Square Enix y Buena Vista Games, para PlayStation 2)
14. Dead or Alive 4 (Tecmo, para Xbox 360)
15. Ōkami (Capcom, para PlayStation 2 y Nintendo Wii)
16. The Legend of Zelda: Phantom Hourglass (Nintendo, para Nintendo DS)
17. Grand Theft Auto IV (Rockstar, para PlayStation 3, Xbox 360 y PC)
18. Call of Duty: Modern Warfare 2 (Activision, para PlayStation 3 y Xbox 360)
19. Final Fantasy XIII (Square Enix, para PlayStation 3)
20. Naruto Shippuden: Ultimate Ninja Storm 2 (CyberConnect2, para PlayStation 3 y Xbox 360)
21. Call of Duty: Black Ops (Activision, para Xbox 360, PlayStation 3 y Wii)[8]
22. Monster Hunter Portable 3rd (Capcom, para PlayStation Portable)[9]
23. L.A. Noire (Rockstar Games, para Xbox 360 y PlayStation 3)[10]
24. Tales of Xillia (Namco Bandai, para PlayStation 3)[11]
25. Gears of War 3 (Microsoft Game Studios, para Xbox 360)[12]
26. Final Fantasy Type-0 (Square Enix, para PlayStation Portable)[13]
27. Resident Evil Revelations (Capcom, Para Nintendo 3DS)
28. Pokémon X e Y (Nintendo, para Nintendo 3DS)
29. Call of Duty: Modern Warfare 3 (Activision, para PC, PlayStation 3 y Xbox 360)

Algunos juegos que tuvieron una calificación de 38 puntos son:
1. Final Fantasy VII (Squaresoft, para PlayStation y PC)
2. The Elder Scrolls IV: Oblivion (Bethesda Softworks, para Xbox360, PC y PlayStation 3
3. The Legend of Zelda: Twilight Princess (Nintendo, para Wii y GameCube)
4. Super Mario Galaxy (Nintendo, para Wii)
5. Resident Evil 4 (Capcom, para GameCube, PlayStation 2 y Wii)
6. Resident Evil 5 (Capcom, para PlayStation 3, Xbox360 y PC)
7. The Last Story (Nintendo, para Wii)
8. Pokémon Sol y Luna (Nintendo para Nintendo 3DS)
9. Pokémon HeartGold y SoulSilver (Nintendo, para Nintendo DS)
10. Yakuza 4 (Sega, para PlayStation 3)
11. God of War III (Sony, para PlayStation 3)
12. Forza Motorsport 4 (Microsoft Studios para Xbox 360)
13. Super Mario 3D Land (Nintendo, para Nintendo 3DS)
14. Monster Hunter 3G (Capcom, para Nintendo 3DS)
15. New Love Plus (Konami, para Nintendo 3DS)